# The Mechanic
The Mechanic (tựa trong tiếng Việt: Thợ máy, Sát thủ thợ máy hay Trừng phạt tội ác) là một bộ phim hành động, tâm lý Mỹ của đạo diễn Simon West thực hiện, phát hành vào năm 2011. The Mechanic là phim làm lại từ một bộ phim hành động cùng tên năm 1972; phiên bản làm lại này có sự tham gia của Jason Statham, Ben Foster, Donald Sutherland và Tony Goldwyn.

## Nội dung
Arthur Bishop là một sát thủ chuyên nghiệp, anh rất khôn ngoan và nhanh nhẹn, sẵn sàng tiêu diệt bất cứ mục tiêu nào được giao. Một hôm nọ, thủ lĩnh Dean Sanderson trong tổ chức ra lệnh Bishop giết người bạn thân của anh là ông Harry McKenna vì nghi ngờ ông phản bội tổ chức, Dean cho Bishop xem hình ảnh 5 thành viên bị chết ở Nam Phi trong khi làm nhiệm vụ do bị tiết lộ bí mật. Bishop đành làm theo lệnh Dean, Harry tự tay đưa súng cho Bishop để anh ta bắn chết ông, trước khi chết Harry bảo Bishop hãy dàn xếp hiện trường như một vụ cướp xe.
Vào ngày đám tang Harry, Bishop đã gặp con trai của Harry là Steve McKenna, anh chàng này khát khao trở thành sát thủ và nhờ Bishop chỉ dạy. Chưa đầy một tháng mà Bishop đã đào tạo Steve trở thành sát thủ chuyên nghiệp giống mình, Bishop còn đưa Steve vào làm chung tổ chức. Khi nhiệm vụ được giao thì Bishop nhường cho Steve thử đi hành động một mình, mục tiêu là tên sát thủ Burke của tổ chức khác. Sau vài ngày Steve giả vờ kết bạn với Burke, Burke mời Steve về nhà. Tên Burke rất to con lực lưỡng, vì thế Bishop dặn Steve giết Burke bằng thuốc độc chứ đừng liều lĩnh đánh nhau với hắn. Steve không nghe lời Bishop, anh ta lấy dây nịt siết cổ Burke nhưng bị hắn đánh lại, Steve nhanh tay nhặt dụng cụ đâm chết Burke.
Nhiệm vụ tiếp theo được giao, Bishop cùng đi với Steve, hai người được lệnh khử gã mục sư Andrew Vaughn. Bishop và Steve lên tòa nhà cao tầng, lẻn vào phòng riêng của Vaughn rồi làm hắn ngạt thở đến chết. Bọn vệ sĩ đi vào phát hiện Bishop và Steve, một trận đấu súng diễn ra. Bishop và Steve vẫn chạy thoát được, hai người hẹn gặp nhau tại nhà Bishop vào sáng mai. Trên đường về Bishop chạm trán Sebastian - một đồng nghiệp cũ, ông này nói Dean từng đưa ông ta số tiền lớn để giết bốn thành viên còn lại ở Nam Phi. Bishop nhận ra mình đã bị Dean lừa giết Harry, anh tức giận giết gã Sebastian đúng lúc ông ta tấn công anh. Sau đó Dean gửi đội sát thủ giỏi nhất của hắn đến xử lý Bishop và Steve nhưng cả hai đều tiêu diệt hết bọn này, họ lên kế hoạch giết Dean trả thù cho ông Harry.
Bishop và Steve phục kích đoàn xe của Dean, cuối cùng họ cũng giết được Dean. Steve về nhà Bishop thu xếp đồ đạc chuẩn bị rời khỏi tiểu bang với Bishop, anh ta tìm ra khẩu súng của ông Harry ở trong garage, giờ Steve mới biết Bishop là kẻ trực tiếp bắn bố mình. Lúc ngừng xe đổ xăng, Steve bắn nổ xe của Bishop. Steve tưởng Bishop đã chết, anh ta trở lại nhà Bishop rồi lấy chiếc xe còn lại ra chạy. Steve không ngờ Bishop vừa cài bom sẵn vào xe, chiếc xe đó nổ tung. Thực ra Bishop biết trước Steve sẽ giết mình nên anh đã nhảy ra khỏi xe trước khi Steve bắn nổ nó ở trạm xăng, bộ phim kết thúc với cảnh Bishop lên một xe tải khác và chạy đi.

## Diễn viên
- Jason Statham vai Arthur Bishop
- Ben Foster vai Steve McKenna
- Tony Goldwyn vai Dean Sanderson
- Donald Sutherland vai Harry McKenna
- Jeff Chase vai Burke
- John McConnell vai Andrew Vaughn
- Mini Andén vai Sarah
- Christa Campbell vai Kelly
- James Logan vai Jorge Lara
- J.D. Evermore vai Người bán súng
- David Leitch vai Sebastian
- John Teague vai Ney
- Lance E. Nichols vai Henry
- Stuart Greer vai Ralph
- Joshua Bridgewater vai Tên ăn cướp
- Derek Schreck vai Tên vệ sĩ